# Johannes Biereye
Johannes Biereye, né le 10 juin 1860 à Brücken (province de Saxe) et mort le 19 janvier 1949 à Erfurt (Thuringe), était un historien et pédagogue allemand.

## Biographie
Johannes Biereye naît et grandit à Brücken ; il est scolarisé au lycée royal d'Erfurt (de). Il étudie ensuite les langues anciennes et l'Histoire à l'université de Halle, en Saxe-Anhalt, où il obtient son doctorat grâce à une thèse sur l'Histoire antique.
Biereye devient professeur de lycée et obtient un premier poste à Niesky, dans l'est de l'Allemagne. En 1901, il retourne dans sa région natale et enseigne à l'école de l'abbaye de Roßleben. Quelques années plus tard, il revient au lycée royal d'Erfurt, où il poursuit la rédaction de l'Histoire de la ville d'Erfurt, commencée par l'archiviste Carl Beyer (de). En 1908, Biereye devient directeur du lycée. La même année, il est élu vice-président de l'Académie des sciences d'utilité publique d'Erfurt.
Après la Première Guerre mondiale, il participe à la fondation de l'université populaire d'Erfurt en 1919 et devient le président de l'Association d'Histoire et d'archéologie d'Erfurt (de). En 1925, il devient président de la Société bibliothécaire, puis est élu à la présidence de l'Académie des sciences d'intérêt commun d'Erfurt en 1930, succédant ainsi au prince Frédéric-Guillaume de Prusse, mort en 1925. Il exerce cette fonction jusqu'en 1945.
Johannes Biereye décède le 19 janvier 1949 à Erfurt à l'âge de 88 ans. Son Histoire de la ville d'Erfurt reste inachevée.

## Ouvrages
- « Alfred Kirchhoff », in: Mitteldeutsche Lebensbilder, 1er volume de Lebensbilder des 19. Jahrhunderts, Magdebourg, 1926, pp. 357–375 ;
- « Richard Bärwinkel (de) », in: Commission historique de la province de Saxe et de l'Anhalt (éditeur), Mitteldeutsche Lebensbilder, 3e volume de Lebensbilder des 18. und 19. Jahrhunderts, auto-édition, Magdebourg 1928, pp. 507–521 ;
- Wielands Briefwechsel mit der Familie v. Keller in Stedten bei Erfurt, Erfurt, 1932 ;
- Erfurter Burgenwelt: Die "Wallburg im Steiger" und das "Schloss Stedten", Weimar-Buttstädt, 1932 ;
- Der Geheime Kommerzienrat Friedrich Ernst (Fritz) Wolff (1839-1928) und sein Geschlecht, Weimar, 1933 ;
- Die Einheit Thüringens, Erfurt, 1933 ;
- Die Universität Erfurt, Erfurt, 1933 ;
- Die Burg Gleichen und ihre Bewohner in Geschichte und Sage, Erfurt, 1935 ;
- Heimat und Bildung, Erfurt, 1935 ;
- Geschichte der Stadt Erfurt, Band 1, Erfurt, 1935 ;
- Erfurt in seinem berühmten Persönlichkeiten, Erfurt, 1937.

## Récompenses et distinctions
- En 1927, Johannes Biereye est fait docteur honoris causa de la faculté de théologie de l'université de Halle.